# はまぐり大将
『人情劇 はまぐり大将』（にんじょうげき はまぐりたいしょう）は、1970年4月1日から同年9月16日まで日本テレビ系列で放送されたテレビドラマ。全13回。放送時間は水曜20:00 - 20:56（JST）だが、プロ野球中継（19:00 - 21:26）編成の際は休止になる。

## 概要
阿刀田正介は10歳の頃から天秤棒を担いで貝を売り歩き、その後佃煮などを扱う貝類加工販売業「貝正」を創業。30人の従業員を抱えるまでの会社に成長し、正介はその会長となった。しかし正介にとって海の公害で貝の生産が減っているのが悩みの種だった。社長の長男・喜一や営業部長の四男・智彦は「塩コンブや干しイカの乾物の販売にも乗り出すべきだ」と進言するが、正介は貝にこだわる余り怒り出す。阿刀田一家のその意欲と、子や孫の各世代の意識の違いなどをユーモラスに描いた。
主題歌は、主演の藤岡琢也自らが歌った（山本直純作曲）。

## 出演者
- 阿刀田正介：藤岡琢也
- 阿刀田嘉一（長男）：小泉博
- 阿刀田絢子（嘉一の妻）：市原悦子
- 阿刀田智彦（四男）：山田吾一
- 阿刀田久美子（三女）：秋山ゆり（元：日本航空スチュワーデス）
- 加代：光本幸子
- 阿刀田澄子（智彦の妻）：池田和歌子
- 阿刀田郁子：永野裕紀子
- 阿刀田雄二（正介の孫）：山本善朗
- 圭三：藤木悠
- 篤史：大谷直
- ほか

## スタッフ
- 主な脚本：井上和男、向田邦子、池田一朗、斎藤良輔、須崎勝彌
- 主な監督：井上和男、高瀬昌弘
- 撮影技術：伊地智昭亘
- 制作：NTV、東宝

## 放映リスト
| 話数 | 放送日        | サブタイトル           | 脚本     | 監督     | ゲスト                                                              |
| ---- | ------------- | ---------------------- | -------- | -------- | ------------------------------------------------------------------- |
| 1    | 1970年 4月1日 | 一筋の道               | 井上和男 | 井上和男 |                                                                     |
| 2    | 4月8日        | 蛤・わが恋、わが命     | 池田一朗 | 高瀬昌弘 | 西沢利明（「玉一」社長・新太郎）、 益田喜頓（「玉一」大旦那・新吾） |
| 3    | 4月29日       | 馬鹿貝タフガイしじみ貝 |          |          |                                                                     |
| 4    | 5月20日       | がんばれD51!           |          |          | 中原剛（善男）、浜村純（善男の父・善吉）                            |
| 5    | 5月27日       | 男に出来ない事はない   |          |          | 鈴木えみ子（倉田トミ子）、矢野間啓治（花村英次）                    |
| 6    | 6月3日        | 貝は貝でもおせっかい   |          | 井上和男 | 宮口精二（小野平太）、織賀邦江（芳子）、 富田仲次郎（源さん）       |
| 7    | 7月1日        | 手づくりの味           | 斎藤良輔 | 井上和男 | 中曽根公子（京子）                                                  |
| 8    | 7月22日       | 貝の心は男の意地よ!    | 斎藤良輔 | 井上和男 | 柏木由紀子、夏八木勲、江戸家猫八                                    |
| 9    | 7月29日       | 天秤棒は知っている     | 斎藤良輔 | 井上和男 |                                                                     |
| 10   | 8月5日        | 赤ちゃんバンザイ       | 須崎勝彌 | 井上和男 | 左とん平（久太）                                                    |
| 11   | 8月19日       | 勝手にしやがれ!        |          | 井上和男 |                                                                     |
| 12   | 9月2日        | レモン旋風             |          | 高瀬昌弘 | 竜雷太（竜一）                                                      |
| 13   | 9月16日       | 貝殻の詩               |          |          |                                                                     |